# Paralictiídeos
Paralictiídeos (Paralichthyidae) é uma família de peixes actinopterígeos pertencentes à ordem Pleuronectiformes. O grupo surgiu no Miocénico.
Esta família é característica de ambientes marinhos embora algumas espécies ocorram em água salobra e salgada. O achatamento destes peixes faz-se sobre o lado esquerdo. A família Paralichthyidae contém 86 espécies classificadas em 16 géneros.